# Prakwice (przystanek kolejowy)
Prakwice – zamknięty przystanek osobowy w Prakwicach na linii kolejowej nr 222 Małdyty – Malbork, w województwie pomorskim.
Znajdował się tu niegdyś cesarski pawilon powitalny dla polującego w tych okolicach Wilhelma II. 